# بيتر مولر (لاعب هوكي جليد)
بيتر مولر (بالإنجليزية: Peter Mueller)‏ هو لاعب هوكي جليد أمريكي، ولد في 14 أبريل 1988 في بلومنغتون في الولايات المتحدة.

## وصلات خارجية
- بيتر مولر على موقع دوري الهوكي الوطني (الإنجليزية)
- بيتر مولر على موقع قاعة مشاهير الهوكي (لاعب أن.إتش.أل) (الإنجليزية)
- بيتر مولر على موقع EliteProspects.com (الإنجليزية)
- بيتر مولر على موقع HockeyDB.com (الإنجليزية)
- بيتر مولر على موقع Hockey-Reference.com (الإنجليزية)